# Подсосенский сельсовет
Подсо́сенский сельсовет — муниципальное образование (сельское поселение) в Назаровском районе Красноярского края. Административный центр — село Подсосное.

## География
Подсосенский сельсовет находится на востоке Назаровского района. Удалённость административного центра сельсовета — села Подсосное от районного центра — города Назарово составляет 63 км.

## История
Подсосенский сельсовет наделён статусом сельского поселения в 2005 году.

## Население
| 2010 | 2012  | 2013  | 2014  | 2015  | 2016  | 2017  |
| ---- | ----- | ----- | ----- | ----- | ----- | ----- |
| 1512 | ↘1481 | ↗1514 | ↘1486 | ↗1502 | ↘1486 | ↘1387 |

Гендерный состав
По данным Всероссийской переписи населения 2010 года 721 мужчина и 791 женщина из 1512 чел.

## Состав сельского поселения
В состав сельского поселения входят 4 населённых пункта:
| № | Населённый пункт | Тип населённого пункта       | Население |
| - | ---------------- | ---------------------------- | --------- |
| 1 | Подсосное        | село, административный центр | 985       |
| 2 | Селедково        | село                         | 221       |
| 3 | Скоробогатово    | деревня                      | 104       |
| 4 | Старожилово      | посёлок                      | 202       |